# Pey Ostān
Pey Ostān (persiska: Pīstān, پیستان, Pīsū, Pey Sū, Pay Ostān, پی استان) är en ort i Iran.   Den ligger i provinsen Khorasan, i den centrala delen av landet, 500 km öster om huvudstaden Teheran. Pey Ostān ligger 994 meter över havet och antalet invånare är 288.
Terrängen runt Pey Ostān är platt åt nordväst, men åt sydost är den kuperad.  Trakten runt Pey Ostān är nära nog obefolkad, med mindre än två invånare per kvadratkilometer. Pey Ostān är det största samhället i trakten. Trakten runt Pey Ostān är ofruktbar med lite eller ingen växtlighet.